# Pointe de la Masse
Pointe de la Masse is een 2804 meter hoge berg in het Franse departement Savoie, in het zuiden van de gemeente Les Belleville. De berg behoort tot de Vanoise, deel van de Grajische Alpen. 
Een gondelbaan leidt vanuit Les Menuires in de Belleville-vallei naar de top van de Pointe de la Masse, waar een restaurant en uitkijkpunt zijn gevestigd. Skiërs kunnen afdalen langs de noordelijke flank.